# 金馬蹄地區
金馬蹄地區位於加拿大安大略省南部，是該省的主要都市帶。金馬蹄地區座落安大略湖西端，以大多倫多地區為中心，廣義覆蓋範圍從伊利湖起向北伸延至喬治亞灣，大部分地區也在魁北克城－溫莎市走廊之上以及五大湖區城市群之内。金馬蹄地區約有876萬名居民，佔加拿大全國人口約25.6%和安省人口約75%，是北美的主要都市帶之一。
金馬蹄地區的心臟地帶從尼亞加拉半島東端的尼亞加拉瀑布城起，往西伸延至安大略湖西端的咸美頓，再向東北經多倫多伸延至奧沙華為止。廣義覆蓋範圍則從安大略湖湖岸起向各方伸延，西南至布蘭特福德，西至基秦拿－滑鐵盧地區，北至巴里市，東北至彼得堡。整個地區的面積約有33,500平方（13,000平方英里），當中有7,300平方（2,800平方英里）為法定綠色地帶。
一詞首見於西屋電子公司總裁羅格於1954年向咸美頓總商會發表的演講中：
|  | 在50年内，介乎奧沙華和尼亞加拉河之間的地區將形成一個「金色馬蹄鐵」工業帶，而咸美頓將成為其釘頭……此地帶長150英里，濶50英里……南起尼亞加拉瀑布，北至約奧沙華所在，並包括沿途如咸美頓和多倫多等城鎮。 |

## 交通
金馬蹄地區内有一系列高速公路，當中401號省道和伊利沙伯皇后道為該高速公路網的骨幹，前者更是全球最寬闊和交通流量最高的高速公路之一。GO運輸公司是金馬蹄地區的區域性公共交通機構，在區内營運七條通勤鐵路線和多條通勤巴士線。此外，區内數個城市和地區自治體亦各自設有公共交通機構，當中規模最大的是服務多倫多市的多倫多公車局，其轄下公共交通服務包括多倫多地鐵、多倫多路面電車系統和多條巴士線。基秦拿－滑鐵盧地區從2014年起興建輕鐵系統，现已投入运营。而密西沙加－賓頓的輕鐵系統則正在規劃中。
區内的主要機場為位於密西沙加的多倫多皮爾遜國際機場。此機場於2014年處理的旅客數量達3850萬人次，為全國最繁忙的機場。區内其它機場還包括约翰·卡尔·芒罗哈密尔顿国际机场、比利·畢曉普多倫多市機場和滑鐵盧區國際機場。